# F-Plasmid
Das F-Plasmid (Abk. für Fertilitätsplasmid, auch Fertilitätsfaktor oder F-Episom genannt) ist ein Plasmid, das Bakterien die Fähigkeit zur Konjugation (horizontaler Gentransfer) verleiht.
Das F-Plasmid ermöglicht einen gerichteten Gentransfer vom Spender (dieser besitzt den F-Faktor, wird auch als F+ bezeichnet) zum Empfänger (F−). Dabei wird auch das F-Plasmid selbst mit sehr hoher Wahrscheinlichkeit auf den Empfänger übertragen. Dadurch wird der Empfänger (Rezipient) ebenfalls zu einem Spender (Donator). Daher sind alle Bakterienzellen, die ein F-Plasmid besitzen, potenzielle Spenderzellen. Nach der Konjugation haben sowohl Spender als auch Empfänger ein F-Plasmid.
Esther Lederberg und Luigi Luca Cavalli-Sforza entdeckten den F-Faktor und publizierten die Entdeckung zusammen mit dem späteren Nobelpreisträger Joshua Lederberg.

## Strukturmerkmale
- Origin of Transfer (OriT):
DNA-Sequenz, an der die konjugative Übertragung auf den Rezipienten beginnt. Vom OriT aus wird während der Konjugation das Plasmid mittels der rolling-circle-Replikation in den Empfänger übertragen. Dort wird das Plasmid durch eine Endonuklease aufgeschnitten (in manchen Prokaryoten durch Relaxase).
- Origin of Replication (OriV):
DNA-Sequenz, an der die DNA-Replikation beginnt. Vom OriV aus wird das F-Plasmid innerhalb des Bakteriums vermehrt (man spricht auch von vegetativer Vermehrung des Plasmides, obwohl dieser Begriff in diesem Zusammenhang etwas irreführend ist). Auf diese Art und Weise erhöht sich die Kopienzahl des F-Plasmids (Bakterien haben meist mehrere Kopien ein und desselben Plasmids).
- tra-Region (Transfergene):
Gene zur Bildung des sogenannten F-Pilus und einer DNA-Transferpore. Die Transfergene werden benötigt, um die Konjugation und die rolling-circle-Replikation zu ermöglichen.
- Insertionselemente (IS):
sogenannte selfish genes (DNA-Sequenzabschnitte, die Kopien ihrer Sequenz an anderer Stelle integrieren können). Elemente ähnlicher Sequenz befinden sich auch auf dem bakteriellen Chromosom. Dies ermöglicht die Integration des F-Plasmides ins Bakterienchromosom. Ein integriertes F-Plasmid verhält sich ähnlich wie ein nicht-integriertes und ermöglicht ebenfalls Konjugation. Da nun allerdings das F-Plasmid auch Teil des bakteriellen Chromosoms geworden ist, können jetzt DNA-Sequenzen bzw. Gene des Spenders auf den Empfänger übertragen werden, wo es zur Rekombination kommen kann. Bakterienstämme mit integriertem F-Plasmid werden auch HfR-Stämme (engl. high frequency of recombination) genannt.

## Verwendung
Die Entdeckung, dass das F-Plasmid in das bakterielle Chromosom integrieren kann, eröffnete der Genetik neue Möglichkeiten. U. a. ermöglichte sie die Genkartierung mittels unterbrochenem Chromosomentransfer. Weiter war es nun erstmals möglich, bestimmte Gene von einem Bakterium in ein anderes zu befördern. Heute gibt es dafür spezielle Vektoren, die allerdings immer noch Bestandteile des F-Plasmids nutzen z. B. zwei Vektorsysteme (ein Plasmid mit OriT ohne tra-Region mit Selektionsmarkern und MCS für das zu klonierende Gen, das andere wesentlich größere, von F abgeleitetes Plasmid ohne OriT mit tra-Genen).
Ein (ähnlicher) konjugativer Transfer ist auch zwischen Bakterien und z. B. Hefezellen, oder Bakterien und Pflanzenzellen möglich (vgl. Agrobacterium tumefaciens).
Ein weiterer Grund, sich eingehender mit dem F-Plasmid zu befassen, ist, dass F-Plasmide oder andere konjugativ übertragbare Plasmide eine Rolle bei der schnellen Ausbreitung von Antibiotikaresistenzen spielen (auch zwischen nicht näher verwandten Bakterienstämmen) (das F-Plasmid weist mehr als einen OriV auf, die mit verschiedenen Bakterienstämmen kompatibel sind bzw. der OriV wird auch von verschiedenen Bakterienstämmen verwendet).
Das bedeutet, dass ein Transposon mit Antibiotikaresistenzgenen z. B. aus dem bakteriellen Chromosom oder einem anderen Plasmid von Stamm A auf ein konjugatives Plasmid „springen“ (transponieren) kann, von dort kann es konjugativ auf Stamm B übertragen werden.
Falls nun das Gen in Stamm B einen evolutiven Vorteil erbringt (z. B. unter Selektionsdruck durch Antibiotikagebrauch), überleben die Bakterien, die das Plasmid erhalten haben. Dadurch können sogenannte R-Plasmide mit sehr vielen Resistenzgenen auf ein und demselben Plasmid entstehen, die auch auf pathogene Bakterien übertragen werden können.
Durch Acridinfarbstoffe lässt sich das F-Plasmid während der Zellteilung aus einer Bakterienzelle entfernen.